# Rumina
Rumina, Rumilia o Rumia fue una diosa de la mitología romana que protegía a las madres lactantes y, probablemente, a los mismos niños lactantes. Su dominio se extendía a la protección de  las hembras-madres de los animales. Como di indigetes, Rumina carecía de la elaborada mitología y personalidad de las deidades romanas tardías, y era, en cambio, una entidad o numen más abstracta.
El templo de Rumina estaba cerca del Ficus Ruminalis, la higuera situada a los pies del Monte palatino donde Rómulo y Remo fueron recogidos por una loba. Leche, antes que el vino típico, se ofrecía como libación en este templo. En el 58 d. C., el árbol empezó a morir, lo que fue interpretado como un mal presagio.